# Торисвінт
Торисвінт (Турізінд; лат. Turisindus) — король гепідів, племені союзника гунів, що правив приблизно з 548 по 560 рік. Він був передостаннім королем гепідів; владу отримав, відправивши у вигнання Устрігота, сина короля Гелемунда. Королівство Торисвінта, відоме як Гепідія, було розташоване в Центральній Європі. Головним містом було Сірмій, колишня римська колонія на річці Дунай.
Його правління відзначилось декількома війнами з лангобардами, що прибули в колишню римську провінцію Паннонія під керівництвом свого короля Алдуїна. Торисвінту також довелося зіштовхнутися із ворожістю Візантійської імперії, яка була зачеплена захопленням гепідами Сірмія і прагнула зменшити владу гепідів на Паннонській рівнині, що покриває більшу частину сучасної Угорщини і частково держав, що межують з нею. Плани Візантії щодо зменшення влади гепідів були реалізовані, коли Алдуїн наніс вирішальну поразку Торисвінту в 551—552 роках. Візантійський імператор Юстиніан I вмовив обох королів підписати мирний договір, і рівновага сил на Паннонській рівнині залишилась такою самою.
Торисвінт втратив свого старшого сина, Торисмода, в битві при Асфельді, де принц був убитий сином Алдуїна, Албойном. Приблизно в 560 році Торисвінт помер, залишив престол своєму сину Кунімунду, однак той був убитий тим же Албойном через сім років після смерті батька. Смерть Кунімунда ознаменувала кінець королівства гепідів і початок завоювання їх територій лангобардами, аварами та іншими кочівниками.